# NPP Zwiezda
Naukowe Przedsiębiorstwo Produkcyjne "Zwiezda" (ros. Научно-производственное предприятие "Звезда") – przedsiębiorstwo rosyjskie specjalizujące się w produkcji systemów podtrzymywania życia dla statków kosmicznych, skafandrów kosmicznych, foteli wyrzucanych i kamizelek ratunkowych oraz gaśnic.

## Kombinezony produkowane przez NPP Zwiezda
- SK-1/SK-2
- Bierkut
- Jastrieb
- Sokoł
- Orłan

## Konstrukcje wykorzystujące fotele wyrzucane produkcji NPP Zwiezda
- Buran
- Kamow Ka-50, Ka-52